# 山崎剛 (投手)
山崎 剛（やまざき つよし、1961年4月26日 - ）は、日本の元プロ野球選手。大阪府東大阪市出身。

## 経歴
PL学園高等学校25期生の投手。地肩が強く、球威のある球が自慢だった。1979年春の選抜には補欠としてベンチ入りした。高校の主な同期には小早川毅彦、山中潔、阿部慶二がいる。
1980年、阪急ブレーブスにドラフト外で入団。一軍登板機会はなく、1984年オフに自由契約となり現役引退。
翌1985年、阪神タイガースに打撃投手として移籍。その傍らで現役復帰を目指してトレーニングを続けるが、1988年に投手不足のチーム事情もあり念願叶って現役復帰。しかしここでも一軍登板機会はなく、同年オフに二度目の現役引退。球団に残って再び打撃投手となり、1979年に退団。
その後は家業のコンビニエンスストアに勤務しながらバッティングセンターでアルバイトをする一方で、明治東洋医学院専門学校で針治療を習う。1997年に同じくトレーナーとして古巣オリックスへ復帰した。

## 人物
- 引退後、トレーナー経験を活かし兵庫県西宮市、芦屋市にて施術所を構える。（運動&健康法&リラクゼーション&スポーツ・マッサージ）
- 水島新司 長編漫画｢あぶさん｣でも1シーンながらオリックス・ブルーウェーブ トレーナーとして登場している。

## 詳細情報

### 背番号
- 69 （1980年 - 1982年）
- 59 （1983年 - 1984年）
- 99 （1985年 - 1987年）
- 60 （1988年）
- 71 （1989年）
- 96 （1990年 - 1991年）